# Chrysolina cretica
Chrysolina cretica es un coleóptero de la familia Chrysomelidae.
Fue descrita científicamente en 1807 por Olivier.